# Antisemitismusbeauftragter
Antisemitismusbeauftragte (auch Beauftragte gegen Antisemitismus, englisch Anti-Semitism commissioner sowie special envoy for combating antisemitism oder coordinator on combating antisemitism) sind von zumeist staatlichen Institutionen Beauftragte, die die Bekämpfung von Antisemitismus organisieren.

## Antisemitismusbeauftragter der Bundesregierung
Auf Beschluss des Deutschen Bundestags vom 18. Januar 2018 wurde das Amt des Antisemitismusbeauftragten der Bundesregierung eingerichtet.
Aufgabe des Beauftragten ist die Koordination der Maßnahmen der Bundesregierung zur Bekämpfung von Antisemitismus. Er soll auch eine ständige Bund-Länder-Kommission mit Vertreterinnen und Vertretern der zuständigen Stellen koordinieren und zur Sensibilisierung der Gesellschaft für aktuelle und historische Formen des Antisemitismus durch Öffentlichkeitsarbeit sowie politische und kulturelle Bildung beitragen.
Seit dem 1. Mai 2018 bekleidet Felix Klein den Posten. Im Koalitionsvertrag der Ampelkoalition wurde bestimmt, dass der Antisemitismusbeauftragte der Bundesregierung zukünftig im Kanzleramt angesiedelt und damit strukturell gestärkt werde. Bislang war der Beauftragte dem Bundesministeriums des Innern zugeordnet.

## Antisemitismusbeauftragte in den Bundesländern
In 15 Bundesländern, somit allen außer Bremen, wurden Antisemitismus-Beauftragte der jeweiligen Landesregierungen berufen.
Die Gemeinsame Bund-Länder-Kommission zur Bekämpfung von Antisemitismus und zum Schutz jüdischen Lebens (BLK) hat am 18. September 2019 ihre Arbeit aufgenommen. In der Kommission werden die Länder durch ihre Antisemitismusbeauftragten vertreten. Das Gremium steht unter dem gemeinsamen Vorsitz von Felix Klein und einer oder einem jeweils wechselnden Co-Vorsitzenden des Bundeslandes, das den Vorsitz in der Ministerpräsidentenkonferenz führt. Die Gründung des Gremiums greift den Bundestagsbeschluss 19/444 vom 18. Januar 2018 „Antisemitismus entschlossen bekämpfen“ auf. Die Einsetzung der Kommission war am 6. Juni 2019 durch die Bundeskanzlerin gemeinsam mit den Regierungschefinnen und -chefs der Länder einstimmig beschlossen worden.
- Baden-Württemberg: Michael Blume. Zusätzlich wurde im Dezember 2020 ein Polizeirabbiner ernannt. Für Württemberg wurde Rabbiner Shneur Trebnik von der Israelitischen Religionsgemeinschaft Württembergs (IRGW) als künftiger Polizeirabbiner eingesetzt. Als Polizeirabbiner für Baden wird künftig Rabbiner Moshe Flomenmann die Polizisten und Polizeischüler betreuen.[5]

- Bayern: Ludwig Spaenle. Seit 2018 im Amt.
  - Die Stadt Bamberg hat als erste Stadt Patrick Nitzsche als eigenen Antisemitismusbeauftragten berufen.[6]

- Berlin: Samuel Salzborn,[7] der am 20. August 2020 das Amt von dem bisherigen kommissarischen Beauftragten Lorenz Korgel übernahm. Korgel war zuvor die „Ansprechperson für Antisemitismus“,[8] bei der Berliner Senatsverwaltung für Arbeit, Soziales, Gleichstellung, Integration, Vielfalt und Antidiskriminierung[9][10][11][12][13]

- Brandenburg: 2024 wurde Andreas Büttner zum Antisemitismusbeauftragten berufen. Er war zuvor Landtagsabgeordneter der Linken und zuvor in der FDP aktiv. Die Stelle ist beim Landtag angesiedelt.[14][15][16][17] Überschattet wurde die Vereidigung vom Verhalten der AfD. Es verließen fast alle AfD-Abgeordneten den Saal. Auf ihren Plätzen hinterließen sie Plakate mit der Aufschrift „Versorgungsposten“, die vor der Vereidigung vom Saaldienst eingesammelt wurden. Die AfD-Abgeordnete Sabine Barthel blieb während der Vereidigung sitzen und erhielt dafür einen Ordnungsruf. Parlamentsvizepräsidentin Barbara Richstein erklärte, sie behalte sich weitere Ordnungsmaßnahmen vor.[18]

- Hamburg: Stefan Hensel, langjähriger Vorsitzender der Deutsch-Israelischen Gesellschaft Hamburgs nimmt am 1. Juli 2021 das Amt auf.[19]

(Historie: Am 27. Oktober 2019 wurde bekannt. dass die Stadt Hamburg einen Antisemitismus-Beauftragten benennen und einen Runden Tisch gegen Antisemitismus einrichten will. Der Antrag der Regierungsfraktionen wurde am 6. November von der Hamburgischen Bürgerschaft an den Sozialausschuss überwiesen. Nach einem Anschlag auf einen jüdischen Studenten am 4. Oktober 2020, nahm die Berufung eines Antisemitismus-Beauftragten neue Fahrt auf. Hamburgs Erster Bürgermeister Tschentscher teilte mit, der Senat werde diesen gemeinsam mit den jüdischen Gemeinden auswählen.)
- Hessen: Uwe Becker,[26][27][28] zuvor Felix Semmelroth

- Mecklenburg-Vorpommern: Nikolaus Voss übernahm im Februar 2022 das Amt des Antisemitismus-Beauftragten von Hansjörg Schmutzler, der seit dem 1. November 2019 eine ehrenamtliche Tätigkeit als Landesbeauftragter für jüdisches Leben innehatte. Er ist dem Justizministerium zugeordnet.[29][30]

- Niedersachsen: Franz Rainer Enste nahm am 1. November 2019 seine Tätigkeit auf. Das Amt des Antisemitismus-Beauftragten ist im Justizministerium angesiedelt.[31] Die Einführung eines Antisemitismusbeauftragten wurde seit April 2018 geprüft.[32] Zum 1. Februar 2023 übernahm der Theologe Gerhard Wegner das Amt. Er war Leiter des Sozialwissenschaftlichen Institutes der Evangelischen Kirche in Deutschland (EKD).[33]

- Nordrhein-Westfalen: Sylvia Löhrmann ist seit dem 1. November 2024 Antisemitismusbeauftragte. Sie folgte Sabine Leutheusser-Schnarrenberger nach.

- Rheinland-Pfalz: Monika Fuhr folgte zum 1. April 2022 Dieter Burgard als Antisemitismusbeauftragte nach vier Jahren Tätigkeit Burghards nach.[34]

- Saarland: Roland Rixecker, Präsident des saarländischen Verfassungsgerichtshofs

- Sachsen: Thomas Feist wurde vom Sächsischen Kabinett am 5. März 2019 zum ehrenamtlichen „Beauftragten für das jüdische Leben in Sachsen“ berufen. Das Amt ist im Kultusministerium angesiedelt. Er soll auch die Antisemitismusbekämpfung und die Prävention in den Blick nehmen.[35]

- Sachsen-Anhalt: Wolfgang Schneiß[36]

- Schleswig-Holstein: Zum 1. März 2020 wurde der frühere schleswig-holsteinische Ministerpräsident Peter Harry Carstensen (CDU) zum ersten Beauftragten für jüdisches Leben und gegen Antisemitismus berufen. Die neue Stelle ist im Bildungsministerium angesiedelt, das von der CDU-Politikerin Karin Prien geführt wird.[37] Sein Nachfolger ist ab dem 25. Oktober 2022 der ehemalige Landesbischof der Nordkirche Gerhard Ulrich.[38]

- Thüringen: Michael Panse[39]

Nach einer Abfrage in den Bundesländern vom Mai 2018 wollten zum damaligen Zeitpunkt die sechs Bundesländer Brandenburg, Bremen, Hamburg, Mecklenburg-Vorpommern, Sachsen und Schleswig-Holstein keinen Antisemitismusbeauftragten berufen:
In Brandenburg sollte die Stelle eines Antisemitismus-Beauftragten im Jahre 2019 beim Moses-Mendelssohn-Zentrum für europäisch-jüdische Studien in Potsdam angesiedelt werden, teilte Staatskanzlei-Chef Martin Gorholt im Oktober 2018 mit. Der Jurist und langjährige Potsdamer Kommunalpolitiker Peter Schüler übernahm ab 1. Mai 2019 diese Aufgabe. Die Landesregierung von Brandenburg selbst hatte keine eigene Stelle eines Antisemitismus-Beauftragten eingerichtet, sondern unterstützt lediglich die Fachstelle am Moses-Mendelssohn-Zentrum. Am 18. Oktober 2018, als die Absicht des Land Brandenburg, die Stelle eines Antisemitismus-Beauftragten einzurichten, bekannt wurde, berichtete Domradio, dass sich der Antisemitismusbeauftragte der Bundesregierung, Felix Klein, Amtskollegen in sämtlichen Bundesländern wünscht. Denn ein Großteil der Themen, die im Kampf gegen Judenhass relevant sind, falle in den Verantwortungsbereich der Länder.
In Bremen forderte der Bürgerschaftspräsident Frank Imhoff nach dem Anschlag in Halle (Saale) 2019 die Einrichtung eines Antisemitismusbeauftragten für Bremen, wofür jedoch sowohl die jüdische Gemeinde im Land Bremen als auch Bürgermeister Andreas Bovenschulte (SPD) keine Notwendigkeit sehen. Sara Witt, aus der Senatskanzlei, Referatsleiterin 22 für Inneres, Justiz und Verfassung nimmt die Aufgabe nebenbei wahr.

## Antisemitismusbeauftragte von Generalstaatsanwaltschaften
- Baden-Württemberg
  - Antisemitismusbeauftragter bei der Generalstaatsanwaltschaft Karlsruhe: Reinhard Kollmar.[48]
  - Antisemitismusbeauftragter bei der Generalstaatsanwaltschaft Stuttgart: Florian Steinberg.[49]
- Bayern:
  - Antisemitismusbeauftragter bei der Generalstaatsanwaltschaft München: Andreas Franck[50][51]
  - Antisemitismusbeauftragter bei der Generalstaatsanwaltschaft Bamberg: Thomas Goger[52]
- Berlin:
  - Ab September 2022 folgt Florian Hengst[53][54] auf Claudia Vanoni, die seit 2018 Antisemitismusbeauftragte bei der Generalstaatsanwaltschaft Berlin war. Hengst ist seit 2021 bei der Generalstaatsanwaltschaft Berlin mit der Fachaufsicht über die Staatsanwaltschaft Berlin befasst. Am 26. Februar 2020 hat Vanoni den Jahresbericht der Antisemitismusbeauftragten der Generalstaatsanwaltschaft vorgestellt. 156 der 386 eingeleiteten Verfahren gingen auf antisemitische Taten im Internet zurück. 27 der Verfahren aus dem Jahr 2019 wurden bislang rechtskräftig abgeschlossen. In 49 Verfahren dauerten die Ermittlungen noch an. 169 Verfahren wurden wieder eingestellt, da die Täter nicht ermittelt werden konnten oder die Ermittlungen keinen hinreichenden Tatverdacht ergeben haben.[55][56][57][58]
- Hessen
  - Antisemitismusbeauftragte bei der Generalstaatsanwaltschaft Frankfurt am Main wurde im Februar 2020 die Leitende Oberstaatsanwältin Christina Kreis.[59][60]
- Nordrhein-Westfalen
  - Zur Bekämpfung von Judenfeindlichkeit werden in Nordrhein-Westfalen 22 Strafverfolgerinnen und Strafverfolger als Antisemitismus-Beauftragte bei den Staatsanwaltschaften eingesetzt, davon 19 bei den Staatsanwaltschaften und drei bei den Generalstaatsanwaltschaften.[61][62] Der Antisemitismusbeauftragte bei der Generalstaatsanwaltschaft Hamm ist Herr Oberstaatsanwalt Dembek.

## Antisemitismusbeauftragter der Polizei
- Bayern: Am 9. Februar 2023 wurde bekanntgegeben, dass Kriminaloberrat Michael Weinzierl  vom Landeskriminalamt die Aufgabe eines Beauftragten für Hasskriminalität mit dem Schwerpunkt Antisemitismus übernimmt.[63][64]
- Berlin: Das Amt des Antisemitismusbeauftragten der Polizei Berlin wurde 2019 eingerichtet und zunächst von Wolfram Plemp geleitet.[65] Seit Mai 2022 bekleidet Kriminaldirektor Winfried Wenzel das Amt.[66]
- Polizeirabbiner in Baden-Württemberg. Die bundesweit ersten Polizeirabbiner Moshe Flomenmann und Shneur Trebnik sind arm 23. August 2021 in Stuttgart offiziell in ihr Amt eingeführt worden.[67]
- Daniel Fabian übernahm am 1. September 2022 das Amt als Polizeirabbiner von Sachsen-Anhalt[68]

## Antisemitismusbeauftragte Jüdischer Gemeinden
- Berlin: Antisemitismusbeauftragter der Jüdischen Gemeinde zu Berlin:[69] Sigmount A. Königsberg[70]
  - 2012 bis Ende 2015 Daniel Alter
  - 2008–2012 Levi Salomon[71][72] (seit 2012 Leiter des Jüdischen Forum für Demokratie und gegen Antisemitismus)
- Brandenburg: Diana Sandler (seit 2005), Beauftragte gegen Antisemitismus des Landesverbands der Jüdischen Gemeinden Land Brandenburg.[73][74][75][76]
- Schleswig-Holstein: Antisemitismusbeauftragter des Landesverbands der Jüdischen Gemeinden von Schleswig-Holstein.[77]

## Antisemitismusbeauftragter der EKD
- Christian Staffa, Studienleiter an der Evangelischen Akademie zu Berlin, wurde der erste „Beauftragte für den Kampf gegen Antisemitismus“ der Evangelischen Kirche in Deutschland (EKD), das hat der EKD-Rat am 18. Oktober 2019 in Hannover beschlossen.[78][79]
- Marion Gardei ist Beauftragte der evangelischen Berliner Landeskirche für jüdisches Leben und den Kampf gegen Antisemitismus.[80]

## Sonstige Antisemitismusbeauftragte

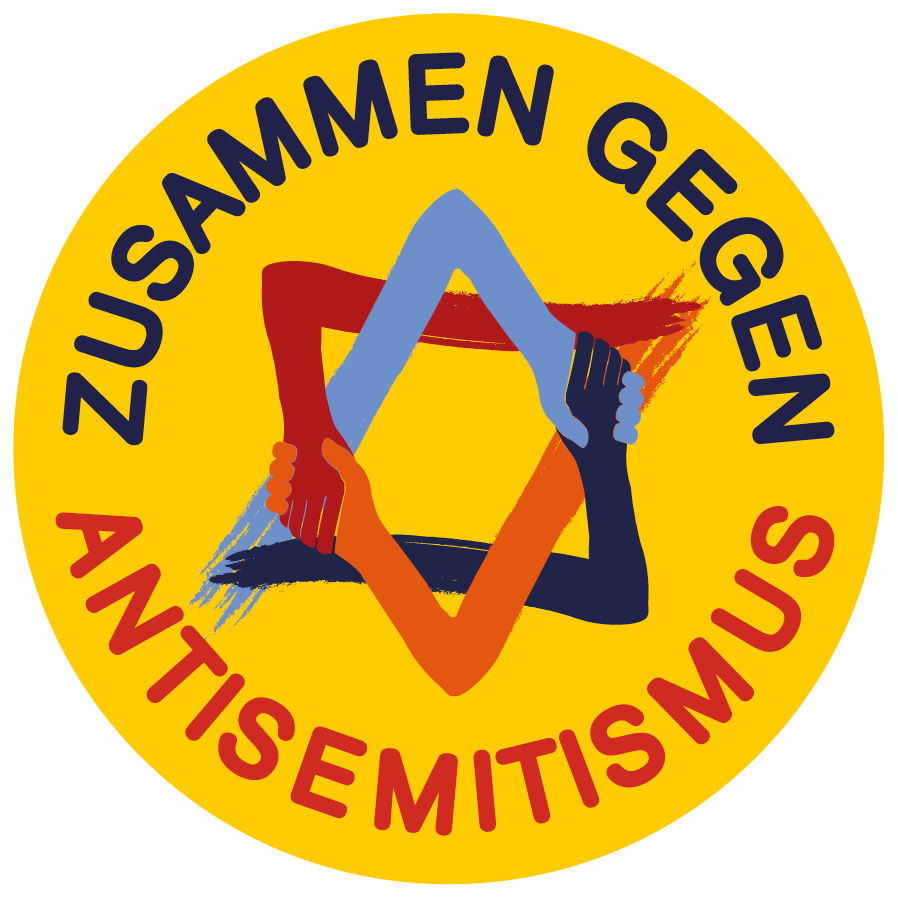
Logo der Aktion „Zusammen gegen Antisemitismus“

- Antisemitismusbeauftragte der AfD-Fraktion im Deutschen Bundestag: Beatrix von Storch.[81]

- Antisemitismusbeauftragter der Schulstiftung im Bistum Osnabrück ist seit 15. August 2019 Rabbiner Efraim Yehoud-Desel.[82] Er hat am 9. November 2019 die Aktion „Zusammen gegen Antisemitismus“ ins Leben gerufen. Dabei sollen sich mittels des Tragens oder Anbringens des entworfenen Logos möglichst viele Menschen zum Widerstand gegen den Antisemitismus bekennen. Zahlreiche Unternehmen, Bürgerinitiativen beteiligen sich daran, bis hin zur Stadtverwaltung in Münster, die das Logo als elektronische Signatur unter jeder offiziellen E-Mail eingebunden hat.[83][84][85]
- Diskutiert wird im Jahre 2020 die Einrichtung eines Antisemitismus-Beauftragten beim Deutschen Fußball-Bund (DFB) und dem Deutschen Olympischen Sportbund (DOSB).[86]
- Katharina Herkendell vom Lehrstuhl für Energieverfahrenstechnik an der Friedrich-Alexander-Universität Erlangen-Nürnberg ist seit Juli 2021 die Beauftragte gegen Antisemitismus.[87]
- 2024 wurde Dominik Groß zum Rektoratsbeauftragten gegen Antisemitismus der RWTH Aachen durch den Rektor Ulrich Rüdiger berufen.[88]
- 2024 – Das Netzwerk Jüdischer Hochschullehrender (NJH e. V. i. G.) fordert die Einrichtung von Antisemitismusbeauftragten an den Universitäten und legt dazu einen Katalog mit Schlüsselqualifikationen vor.[89]
- 2025 – Der Berliner Senat hat die Einrichtung einer Landesansprechperson zur Bekämpfung von Antisemitismus an Hochschulen beschlossen.[90]

## Antisemitismusbeauftragte der Europäischen Union
- Koordinatorin der Europäischen Kommission zur Bekämpfung von Antisemitismus ist Katharina von Schnurbein[91]

In der Entschließung des Europäischen Parlaments vom 1. Juni 2017 zur Bekämpfung von Antisemitismus beschloss das Europäische Parlament diesbezüglich einen umfassenden Katalog, der unter anderem enthält:

„Das Europäische Parlament
1. betont, dass Hassreden und jede Form der Gewalt gegen die jüdischen Bürger Europas nicht mit den Werten der Europäischen Union vereinbar sind;
2. fordert die Mitgliedstaaten und die Organe und Agenturen der Europäischen Union auf, die Arbeitsdefinition von Antisemitismus der Internationalen Allianz für Holocaust-Gedenken (IHRA)(4) anzunehmen und umzusetzen, um die Bemühungen der Justiz- und Strafverfolgungsbehörden um eine effizientere und wirksamere Ermittlung und strafrechtliche Verfolgung antisemitischer Angriffe zu unterstützen, und fordert die Mitgliedstaaten auf, diesbezüglich dem Beispiel des Vereinigten Königreichs und Österreichs zu folgen;
3. fordert die Mitgliedstaaten auf, alle erforderlichen Schritte zu unternehmen, um einen aktiven Beitrag zur Gewährleistung der Sicherheit ihrer jüdischen Bürger und der jüdischen religiösen, Bildungs- und Kultureinrichtungen zu leisten, und zwar in enger Abstimmung und im Dialog mit den jüdischen Gemeinschaften, den Organisationen der Zivilgesellschaft und den nichtstaatlichen Organisationen, die sich im Kampf gegen Diskriminierungen engagieren;
4. begrüßt die Ernennung des Koordinators der Kommission zur Bekämpfung von Antisemitismus und fordert die Kommission nachdrücklich auf, alle erforderlichen Instrumente sowie die erforderliche Unterstützung bereitzustellen, damit diese Funktion möglichst wirksam ist;
5. fordert die Mitgliedstaaten auf, nationale Koordinatoren zur Bekämpfung von Antisemitismus zu ernennen;
6. fordert die Mitglieder der nationalen und regionalen Parlamente und die politischen Führungskräfte auf, antisemitische Äußerungen systematisch und öffentlich zu verurteilen und sich mit Gegenreden und alternativen Diskursen zu engagieren und parteiübergreifende parlamentarische Gruppen gegen Antisemitismus einzurichten, um den Antisemitismus im gesamten politischen Spektrum verstärkt zu bekämpfen; 
... (7. – 20.)“

Stand Oktober 2019 haben 27 Staaten – darunter das Vereinigte Königreich, Deutschland, Österreich, Litauen, Slowakei, Rumänien und Bulgarien – diese Definition übernommen.
In der Kommission von der Leyen I, die Ende November 2019 vom Europäischen Parlament gewählt worden ist, ist Katharina von Schnurbein direkt bei Ursula von der Leyens Stellvertreter Margaritis Schinas (Griechenland) angesiedelt. Schinas bekam neben der Zuständigkeiten für Bildung und Migration auch den Auftrag, den Dialog mit Kirchen und Religionsgemeinschaften zu koordinieren. Unterstützt wird von Schnurbein von einem neu eingesetzten Team, welches sich ausschließlich um die Thematik „Bekämpfung von Antisemitismus“ kümmert.

## Antisemitismusbeauftragter der OSZE
Das Amt des Antisemitismusbeauftragten der Organisation für Sicherheit und Zusammenarbeit in Europa (OSZE), der Parliamentary Assembly Special Representative on Anti-Semitism, Racism, and Intolerance (englisch Sonderbeauftragter der Parlamentarischen Versammlung gegen Antisemitismus, Rassismus und Intoleranz), nimmt seit 2015 der US-Senator Benjamin Cardin wahr und wurde am 27. Juli 2019 wiederbestellt. Auf dem US-Kongress stellte er eine parteiübergreifende Resolution vor, die den Antisemitismus verurteilt und die Staats- und Regierungschefs der Welt auffordert, sich dagegen auszusprechen. Er war der Hauptbefürworter einer Senatsresolution, die die Ziele der Prager Konferenz über das Vermögen der Holocaust-Ära unterstützte. Cardin hat im US-Kongress mehrere Anhörungen und Veranstaltungen zur Bekämpfung des Antisemitismus und anderer Formen der Intoleranz abgehalten.

## Antisemitismusbeauftragte Australiens
Australiens Premierminister Anthony Albanese hat am 8. Juli 2024 die jüdische Anwältin und Wirtschaftsführerin Jillian Segal zur ersten Antisemitismusbeauftragten des Landes ernannt, als Reaktion auf die zunehmende Zahl von Angriffen auf Juden im Zuge des anhaltenden Israel-Gaza-Konflikts. Die Anwältin Segal ist unter anderem Vice-Chancellor der University of New South Wales (UNSW), Vorstandsmitglied der National Australia Bank (NAB) und Präsidentin des Executive Council of Australian Jewry (ECAJ). Die Amtszeit beträgt drei Jahre. Frau Segal wird den Premierminister und den Minister für multikulturelle Angelegenheiten Andrew Giles in Fragen des Antisemitismus beraten und Aufklärung und Bewusstsein für das Thema fördern.

## Antisemitismusbeauftragter in Frankreich
In Frankreich wurde am 3. Mai 2017 Frédéric Potier zum interministeriellen Beauftragten für den Kampf gegen Rassismus, Antisemitismus und Homophobie berufen. Er ist der Präfekt der elfköpfigen Délégation Interministérielle à la Lutte Contre le Racisme, l'Antisémitisme et la Haine anti-LGBT (DILCRAH), die im Februar 2012 eingerichtet wurde und direkt dem Premierminister untersteht. Zu diesem Zweck berät sie die Ministerien, insbesondere in den Bereichen Bildung, Polizei und Justiz, aber auch Kultur, Stadtpolitik, Digital und Übersee. Insbesondere koordinierte sie die Entwicklung des Aktionsplans gegen Rassismus und Antisemitismus 2015–2017 und des Mobilisierungsplans gegen Hass und Diskriminierung gegen LGBT. Frédéric Potier prangert den steilen Anstieg der Zahl antisemitischer Straftaten in den ersten neun Monaten des Jahres 2018 um fast 70 Prozent an und gibt drei Ursachen dafür an: den radikalen Islamismus, die Erstarkung der Rechtsextremen und die Auswirkungen des Internets und der sozialen Medien. Immer häufiger kommt es nach Hassnachrichten zu antisemitischen oder rassistischen Übergriffen.

## Antisemitismusbeauftragter in Griechenland
Im April 2019 berief die Regierung von Griechenland Efstathios C. Lianos Liantis zum Antisemitismusbeauftragten, um Judenhass und Holocaustleugnung zu bekämpfen.

## Antisemitismusbeauftragte in Italien
Vor dem Hintergrund von Berichten über wachsenden Antisemitismus hat Italiens Regierung Anfang 2020 eine Beauftragte zur Bekämpfung von Judenfeindlichkeit ernannt. Wie Ministerpräsident Giuseppe Conte auf Twitter schrieb, übernimmt die Professorin und Politikerin Milena Santerini den neuen Posten, daneben wurde eine parlamentarische Kommission zur Bekämpfung von Rassismus und Antisemitismus eingerichtet. Santerini berichtete, dass rund 170 der insgesamt rund 250 im Jahre 2019 gezählten antisemitischen Straftaten sich im Internet ereignet hätten.

## Österreich
Die österreichische Regierung wollte, Stand November 2018, keinen Antisemitismusbeauftragten bestellen. 2021 sollte im Bundeskanzleramt eine Stabstelle gegen Antisemitismus unter der Leitung von Karoline Edtstadler eingerichtet werden.

## Schweiz
Die Schweiz hat keinen eigenen Antisemitismusbeauftragten bestellt. Die Aufgabe wird von der seit 1995 bestehenden Eidgenössischen Kommission gegen Rassismus (EKR) wahrgenommen. Sie ist eine vom Bundesrat eingesetzte außerparlamentarische Kommission. Als solche hat sie den Auftrag, aus einer unabhängigen Warte den Bundesrat, die Departemente und Ämter zu beraten. Daneben existiert die 1990 gegründete Stiftung gegen Rassismus und Antisemitismus. Zusammen mit ihr gibt der Schweizerische Israelitische Gemeindebund (SIG) einen jährlichen Antisemitismusbericht heraus.
Beim Eidgenössischen Departement des Innern wurde 2001 als Teil des Generalsekretariats eine Fachstelle für Rassismusbekämpfung (FRB) eingerichtet. Sie ist für die Prävention von Rassismus zuständig. Sie gestaltet, fördert und koordiniert Aktivitäten auf eidgenössischer, kantonaler und kommunaler Ebene. Sie verwendet die Antisemitismusdefintion der IHRA.

## Antisemitismusbeauftragter im Vereinigten Königreich
Am 23. Juli 2019, einen Tag vor ihrem Rücktritt, hat Premierministerin Theresa May John Mann zum Independent adviser on antisemitism (englisch unabhängigen Berater gegen Antisemitismus) ernannt. Er ist Vorsitzender der All-Party Parliamentary Group against Antisemitism (englisch Allparteien-Fraktion gegen Antisemitismus) und dafür verantwortlich, dem Department for Levelling Up, Housing and Communities (englisch Ministerium für Wohnungswesen, Gemeinden und Kommunalverwaltung, MHCLG) unabhängige Ratschläge zu den wirksamsten Methoden zur Bekämpfung des Antisemitismus zu erteilen. John Mann hat am 7. September 2019 angekündigt, bei den kommenden Parlamentswahlen nicht mehr als Labour-Abgeordneter im House of Commons anzutreten, um sich in Vollzeit dieser Aufgabe zu widmen. Ein weiterer Grund sei, dass Jeremy Corbyn nicht in der Lage sei, Premierminister zu sein, weil er die Antisemitismuskrise, die die Partei erfasst hat, völlig falsch gehandhabt habe. John Mann will mit Lord Eric Pickles, dem britischen Sonderbeauftragten für Fragen nach dem Holocaust, und Tariq Ahmad, Baron Ahmad of Wimbledon, dem Sonderbeauftragten für Religions- und Glaubensfreiheit, zusammenarbeiten, um einen einheitlichen Ansatz zu gewährleisten.

## Antisemitismusbeauftragte in den Vereinigten Staaten von Amerika
Deborah Lipstadt wurde am 30. Juli 2021 durch den US-Präsidenten Joe Biden zur Antisemitismusbeauftragten des US-Außenministeriums bestellt. Nach Angaben des Weißen Hauses soll Lipstadt als spezielle Gesandte im Range einer Botschafterin Antisemitismus »beobachten und bekämpfen«. Sie ist eine der international renommiertesten Holocaust-Forscherinnen.

## Antisemitismusbeauftragte Israels
In Israel wurde die Aktivistin, TV-Produzentin, Sängerin und Buchautorin Noa Tishby am 11. April 2022 als Sonderbeauftragte zur Bekämpfung des Antisemitismus (special envoy for combating antisemitism) und der Delegitimierung Israels durch den israelischen Außenminister Jair Lapid berufen. Im April 2023 wurde sie aus dem Amt entlassen, nachdem sie sich gegen die von der neuen Regierung des wiedergewählten Premierministers Benjamin Netanjahu vorgeschlagene Justizreform ausgesprochen hatte. Ihre Nachfolgerin wurde Michal Cotler-Wunsh.

## Antisemitismusbeauftragter des Jüdischen Weltkongresses
Julius Meinl V. wurde im Oktober 2017 zum Kommissar des Jüdischen Weltkongresses (World Jewish Congress, WJC) für die Bekämpfung des Antisemitismus ernannt.